# Кратчайшие Кёльнские анналы
Кратчайшие Кёльнские анналы (лат. Annales Colonienses brevissimi) — небольшие исторические заметки, восходящие к древнейшей рукописи Кёльнской архиепископской библиотеки. Охватывают период с 814 по 870 гг. Сообщают сведения по истории Франкского государства и кёльнского епископства.

## Издания
- Annales Colonienses brevissimi // MGH, SS. Bd. I. Hannover. 1826, p.97[2].

## Переводы на русский язык
- Кратчайшие кёльнские анналы в переводе А. Котова на сайте Восточная литература